# Microregione di Almeirim
La Microregione di Almeirim è una microregione dello Stato del Pará in Brasile, appartenente alla mesoregione di Baixo Amazonas.

## Comuni
Comprende 2 comuni:
- Almeirim
- Porto de Moz